# Lokca
Lokca je obec na Slovensku v okrese Námestovo.

## Historie
První známá písemná zmínka o obci pochází z roku 1496.

## Geografie
Obec se nachází v nadmořské výšce 703 metrů a rozkládá se na ploše 24,2 km². K 31. prosinci roku 2017 žilo v obci 2 361 obyvatel.

## Památky
- barokní římskokatolický Kostel Nejsvětější Trojice ze 17. století